# El Alto nemzetközi repülőtér
Az El Alto nemzetközi repülőtér (IATA: LPB, ICAO: SLLP) Bolívia egyik nemzetközi repülőtere, amely El Alto közelében található. Éves utasforgalma 950 000 fő (2008).

## Kifutópályák
A repülőtér futópályái:
- 10R/28L (4000 m, 46 m, aszfalt)
- 10L/28R (2050 m, 91 m, fű)

## Forgalom
Az utasforgalom az elmúlt években az alábbi módon változott:
| 2008 | 950 000 |

## Légitársaságok és úticélok
2023-ban a El Alto nemzetközi repülőtérről az alábbi járatok indulnak:
| Légitársaság          | Célállomások                                                                          |
| --------------------- | ------------------------------------------------------------------------------------- |
| Avianca               | Bogotá, Cusco (2023. október 30-tól)                                                  |
| Boliviana de Aviación | Cobija, Cochabamba, Santa Cruz de la Sierra–Viru Viru, Sucre, Tarija, Trinidad, Uyuni |
| EcoJet                | Cobija, Cochabamba, Trinidad                                                          |
| LATAM Chile           | Santiago de Chile                                                                     |
| LATAM Perú            | Lima                                                                                  |